# Josh Parisian
Joshua Wayne Parisian (Escanaba, Míchigan, Estados Unidos, 28 de junio de 1989) es un artista marcial mixto estadounidense que compite en la división de peso pesado de Ultimate Fighting Championship.

## Primeros años
Creció en Escanaba, Míchigan, antes de mudarse a Martinsburg, Virginia Occidental, antes del segundo grado. A causa de un padrastro abusivo -que acabó en la cárcel por violencia doméstica-, él y su madre estuvieron mucho tiempo en albergues. Se graduó en la Escuela Secundaria Mayor Escanaba antes de asistir al Colegio Bay durante dos años. En la universidad, escuchó el discurso de su compañero de clase sobre la UFC y se interesó por este deporte. Lo probó y sintió que mejoraba su autoestima y su confianza, lo que le llevó a abandonar la universidad en busca de una carrera en las artes marciales mixtas.

## Carrera en las artes marciales mixtas

### Dana White's Contender Series
Acumuló un récord de 7-2 en el circuito regional de Estados Unidos antes de ser invitado al Dana White's Contender Series. Se enfrentó a Greg Rebello en la Semana 3 de la Temporada 2 el 26 de junio de 2018. A pesar de anotar una victoria por nocaut en el primer asalto, no se le ofreció un contrato de UFC directamente, sino un lugar en The Ultimate Fighter: Heavy Hitters.

### The Ultimate Fighter: Heavy Hitters
En el quinto episodio de la temporada, se enfrentó a Michel Batista en un combate de cuartos de final. Perdió el combate por TKO en el segundo asalto y quedó eliminado del torneo.

### Regreso al Contender Series
Después de The Ultimate Fighter, regresó al circuito regional donde perdió el primer combate y luego tuvo una racha de cinco victorias y se ganó otra oportunidad en el Dana White's Contender Series. Se enfrentó a Chad Johnson en la Semana 3 de la Temporada 4 el 18 de agosto de 2020. Consiguió una victoria por nocaut en el primer asalto una vez más y obtuvo un contrato con la UFC.

### Ultimate Fighting Championship
Debutó en la UFC contra Parker Porter el 28 de noviembre de 2020 en UFC on ESPN: Smith vs. Clark. Perdió el combate por decisión unánime.
Se enfrentó a Roque Martinez el 19 de junio de 2021 en UFC on ESPN: The Korean Zombie vs. Ige. Ganó el combate por decisión dividida. 12 de las 14 puntuaciones de los medios de comunicación dieron la victoria a Martinez.
Se enfrentó a Don'Tale Mayes el 18 de diciembre de 2021 en UFC Fight Night: Lewis vs. Daukaus. Perdió el combate por TKO en el tercer asalto.
Se enfrentó a Alan Baudot el 25 de junio de 2022 en UFC on ESPN: Tsarukyan vs. Gamrot. Ganó el combate por TKO en el segundo asalto. Esta victoria le valió el premio a la Actuación de la Noche.

## Vida personal
Él y su prometida tienen una hija, Eva (nacida en 2020).

## Campeonatos y logros

### Artes marciales mixtas
- Ultimate Fighting Championship
  - Actuación de la Noche (una vez) vs. Alan Baudot[15]
- Carlos Llinas International Productions
  - Campeonato de Peso Pesado de CLIP (una vez)

## Récord en artes marciales mixtas
| Resultado | Récord | Oponente           | Método                                    | Evento                                         | Fecha                   | Ronda | Tiempo | Localización                    | Notas                                      |
| --------- | ------ | ------------------ | ----------------------------------------- | ---------------------------------------------- | ----------------------- | ----- | ------ | ------------------------------- | ------------------------------------------ |
| Derrota   | 15-8   | Robelis Despaigne  | TKO (golpes)                              | UFC 299                                        | 9 de marzo de 2024      | 1     | 0:18   | Miami, Florida                  |                                            |
| Derrota   | 15-7   | Martin Buday       | Sumisión (kimura)                         | UFC on ESPN: Luque vs. dos Anjos               | 12 de agosto de 2023    | 1     | 4:11   | Las Vegas, Nevada               |                                            |
| Derrota   | 15-6   | Jamal Pogues       | Decisión (unánime)                        | UFC Fight Night: Andrade vs. Blanchfield       | 18 de febrero de 2023   | 3     | 5:00   | Las Vegas, Nevada               |                                            |
| Victoria  | 15-5   | Alan Baudot        | TKO (puñetazos)                           | UFC on ESPN: Tsarukyan vs. Gamrot              | 25 de junio de 2022     | 2     | 3:04   | Las Vegas, Nevada               | Actuación de la Noche.                     |
| Derrota   | 14-5   | Don'Tale Mayes     | TKO (codazos)                             | UFC Fight Night: Lewis vs. Daukaus             | 18 de diciembre de 2021 | 3     | 3:26   | Las Vegas, Nevada               |                                            |
| Victoria  | 14-4   | Roque Martinez     | Decisión (dividida)                       | UFC on ESPN: The Korean Zombie vs. Ige         | 19 de junio de 2021     | 3     | 5:00   | Las Vegas, Nevada               |                                            |
| Derrota   | 13-4   | Parker Porter      | Decisión (unánime)                        | UFC on ESPN: Smith vs. Clark                   | 28 de noviembre de 2020 | 3     | 5:00   | Las Vegas, Nevada               |                                            |
| Victoria  | 13-3   | Chad Johnson       | KO (puñetazos)                            | Dana White's Contender Series 30               | 25 de agosto de 2020    | 1     | 3:43   | Las Vegas, Nevada               |                                            |
| Victoria  | 12-3   | Marcus Maulding    | TKO (puñetazos)                           | WXC 86: Warrior Wednesday 11                   | 29 de enero de 2020     | 1     | 3:57   | Southgate, Míchigan             |                                            |
| Victoria  | 11-3   | Matunga Djikasa    | TKO (puñetazos)                           | ARES FC 1                                      | 14 de diciembre de 2019 | 2     | 4:16   | Dakar                           |                                            |
| Victoria  | 10-3   | Charles Brown      | TKO (puñetazos)                           | CLIP: Motor City Cagefights 7                  | 18 de octubre de 2019   | 1     | 1:55   | Detroit, Míchigan               | Ganó el Campeonato de Peso Pesado de CLIP. |
| Victoria  | 9-3    | Victor Jones       | TKO (sumisión a puñetazos)                | Smuggler's: Rumble on the River                | 31 de agosto de 2019    | 2     | 2:16   | Wyandotte, Míchigan             |                                            |
| Victoria  | 8-3    | Alejandro Santiago | TKO (puñetazos)                           | NATO: Extreme Warriors 2                       | 18 de abril de 2019     | 1     | 4:41   | Mount Pleasant, Míchigan        |                                            |
| Derrota   | 7-3    | Brett Martin       | Sumisión (kimura)                         | Lights Out Championship 2                      | 16 de febrero de 2019   | 1     | 1:08   | Las Vegas, Nevada               | Por el Campeonato de Peso Pesado de LOC.   |
| Victoria  | 7-2    | Greg Rebello       | KO (puño giratorio hacia atrás)           | Dana White's Tuesday Night Contender Series 11 | 26 de junio de 2018     | 1     | 1:31   | Grand Rapids, Míchigan          |                                            |
| Victoria  | 6-2    | Zach Thumb         | TKO (puñetazos)                           | LFA 38                                         | 27 de abril de 2018     | 1     | 2:39   | Mineápolis, Minnesota           |                                            |
| Derrota   | 5-2    | Tony Lopez         | TKO (puñetazos)                           | KOTC: Supremacy                                | 29 de abril de 2017     | 2     | 3:27   | Wyandotte, Míchigan             | Por el Campeonato de Peso Pesado de KOTC.  |
| Victoria  | 5-1    | Nathan Bryant      | Decisión (mayoritaria)                    | Caged Power 11                                 | 24 de febrero de 2017   | 3     | 5:00   | Morgantown, Virginia Occidental |                                            |
| Victoria  | 4-1    | Josh Burns         | TKO (puñetazos)                           | TWC Pro Series: Anderson vs. Veerella          | 12 de noviembre de 2016 | 2     | 1:50   | Lansing, Míchigan               |                                            |
| Victoria  | 3-1    | Anthony Coleman    | Sumisión (estrangulamiento por triángulo) | Dual Combat Sports 5                           | 25 de junio de 2016     | 2     | 1:18   | Detroit, Míchigan               |                                            |
| Victoria  | 2-1    | Rasheed Oruche     | Sumisión (llave de bloqueo)               | Total Warrior Combat 28                        | 21 de noviembre de 2015 | 2     | 2:03   | Lansing, Míchigan               |                                            |
| Derrota   | 1-1    | Ryan Pokryfky      | Decisión (unánime)                        | Total Warrior Combat 27                        | 20 de junio de 2015     | 3     | 5:00   | Lansing, Míchigan               |                                            |
| Victoria  | 1-0    | Destin Allen       | TKO (puñetazos)                           | Total Warrior Combat 26                        | 22 de noviembre de 2014 | 1     | 2:25   | Lansing, Míchigan               |                                            |